# 브래드퍼드역 (온타리오주)
브래드퍼드역(Bradford Station)은 캐나다 온타리오주 브래드퍼드에 위치한 GO 트랜싯의 통근 열차 노선인 배리선의 정차역이다. 토론토 유니언역에서 66km가량 떨어져 있는 이 역은 2007년 12월 17일에 배리 사우스역까지 연장되기 이전에 브래드퍼드선의 종착역을 맡았다.

## 역사
브래드퍼드는 1820년대에 영 스트리트가 홀랜드랜딩을 넘어 심코호까지 이어지면서 홀랜드 강 서쪽을 따라 식민지 정착민들이 자리를 잡으면서 형성되었다. 마을은 1830년대에 본격적으로 세워졌지만 교통 수단이 미비해서 발전은 더디기만 하였다. 1850년에 토론토에서 역마차가 운행을 시작하였고 홀랜드랜딩 연결 도로는 1851년에 개통하였다.
브래드퍼드에 처음 철도가 놓인 시점은 1853년 6월로 온타리오, 심코, 휴론 철도가 토론토에서 오로라, 이후 콜링우드까지 노선을 개통하였다. 철도가 개통하면서 철도 연선을 따라 지역 경제 또한 발전하였고, 브래드퍼드는 기존의 고립된 농경지에서 제재 산업 중심지로 발전하게 되었다.
개통 직후, 온타리오, 심코, 휴론 철도는 부실한 장비와 시설에 심각한 재정 문제를 겪고 있었다. 운영사는 1858년에 캐나다 북부 철도 (The Northern Railway of Canada) 로 이름을 바꾸고 1859년에는 수익 관리 제도에 들어가게 되었다. 재정난을 뚫고 다시 일어선 NRC는 1870년대 배리 북부까지 팽창하게 되었다. NRC가 소나무 숲을 가로질러 북쪽으로 확장하면서 목재 무역이 활발해졌지만 브래드퍼드는 한동안 주요 농업 도시로 자리잡게 되었다. 토론토까지 잇는 철도 노선으로 브래드퍼드는 토론토 시장 점유를 위해 곡물 저장고와 운송 센터를 설치하였다. 창고와 엘리베이터가 하나둘씩 설치되었고 토론토로 수송되는 곡물은 1860년대에 들어서서 급속히 증가하였다. 1870년대 초반에는 브래드퍼드의 인구가 2천 명까지 늘어났고 수출도 급속히 증가하였다. 하지만 19세기 말에 심코 남쪽에 목재와 곡물 산업이 장기적으로 쇠퇴의 길을 걸으면서 브래드퍼드의 경제도 침체되었다. 제분소는 하나둘씩 문을 닫고 브래드퍼드의 인구도 급속히 줄어들었다.
한편, 1878년에는 해밀턴, 노스 웨스턴 철도가 해밀턴에서 배리를 경유해 콜링우드를 잇는 철도를 개통하였고 철도 노선이 겹치는 관계로 수익이 나지 않아 결국 두 철도 회사는 노스, 노스 웨스턴 철도로 합병하였다. 이후 1888년, 그랜드 트렁크 철도 (GTR) 가 노스, 노스 웨스턴 철도를 인수하였다. 1914년 이전, 캐나다가 급속한 경제 성장을 겪으면서 당시 선로 소유주였던 그랜드 트렁크 철도는 불확실한 재정 상황에도 불구하고 캐나다 태평양 철도와의 경쟁에 집중하였다. CPR이 자그마한 노선을 곳곳에서 인수하는 것을 지켜보고 GTR도 선로, 차량, 시설 등을 탈바꿈하게 되었다. 1900년, 브래드퍼드역은 신역사로 교체되었으며 이 역사는 오늘날에 이르고 있다.
브래드퍼드의 경제 회복은 더디기만 하였으나 20세기에 들어서서 경제 회복이 다시 이루어졌다. 축산업이 인기를 끌면서 소와 돼지가 GTR 노선을 타고 토론토 시장으로 다수 실어날랐다. 한편, 브래드퍼드의 밀가루 공장의 생산 능력은 하루 평균 300배럴 (4만 7670리터)까지 증가하였다. 또한 1899년에는 브래드퍼드에 대패 공장이 들어섰고 동네의 주요 고용주가 되었다. 브래드퍼드역은 화물 수송에 있어서 마을 산업의 중심지로 자리잡았다. 1920년대에는 브래드퍼드 외곽의 홀랜드마쉬에 새로운 이민자들이 들어서서 새로운 시장이 형성되었다. 홀랜드마쉬 시장은 2차 세계 대전이 끝나고 인구가 급증하면서 브래드퍼드에도 활기를 북돋았다. 철도가 트럭과 한창 경쟁하던 와중에도 당시 선로 소유주였던 캐나다 내셔널 철도는 마을 화물 수송에 있어서 계속해서 중요한 역할을 맡게 되었다. 역은 20세기 중반에 들어서도 계속 쓰였고 1950년대 후반에는 늘어나는 화물을 수용하기 위해 확장 공사가 이루어졌다.
철도가 지역 경제에 미치는 영향은 점차 줄어들었지만 브래드퍼드는 지역 가공·유통 및 서비스 센터로 자리잡게 되었다. 여객 운송에 있어서 1972년 4월 1일에는 CN이 토론토에서 배리까지 통근 열차를 운행하기 시작하였고 이후 이 열차는 1978년에 VIA 철도로 이관되었다. 이후 연방 정부의 VIA 철도 예산 감축으로 토론토-배리간 통근열차는 주 정부로 이관되었고 GO 트랜싯이 1982년 9월 7일에 통근열차를 운행하기 시작하였다. 1990년 9월 17일, 브래드퍼드선 열차가 배리까지 연장되었다가 1993년 7월 5일 신민주당 정부의 예산 감축으로 브래드퍼드까지만 운행하게 되었다.
2007년 12월 17일, 브래드퍼드선은 배리 사우스역이 개통함과 동시에 배리선으로 노선 이름이 변경되었고 2009년 12월 15일에는 메트로링스가 CN으로부터 뉴마켓선을 6800만 달러에 매입하면서 이 노선은 메트로링스가 완전히 소유하게 되었다. 대신 캐나다 내셔널 철도는 계속해서 이 연선에 화물 열차를 운행하게 되었다.
2018년 12월, 브래드퍼드 웨스트귈림버리는 주차 공간 확충을 위해 역 북쪽에 있는 부지를 메트로링스에 매각하기로 하였다.
2022년 1월, 메트로링스는 배리선 확장 공사의 일환으로 브래드퍼드역 개선 공사를 착공하였다. 이 공사로 버스 승강장 3개가 신설되고, 난방이 되는 정류소가 통근열차 승강장에 세워지고, 주차 공간이 확충되고, 환승 정차 공간이 추가되고, CCTV는 물론 빗물을 보관하는 저장 탱크가 지하에 설치된다. 브래드퍼드역 개선 공사는 2023년 가을 완공을 목표로 두고 있다.

## 역 구조
브래드퍼드역은 직원이 상주하지 않는 무인역으로, 통근열차 티켓 구매나 카드 충전은 역에 있는 자동판매기에서 할 수 있다. 프레스토 카드가 없는 경우에는 신용카드나 체크카드를 단말기에 태그해 요금을 정산할 수도 있고, 스마트폰에서 GO 트랜싯 홈페이지에 들어가 이티켓 (e-ticket)을 구매할 수도 있다.
역 내부에는 대합실, 화장실, 와이파이, 공중전화가 있으며, 승강장에는 눈과 비를 피할 수 있는 쉼터가 있으며 겨울에는 난방도 된다. 역 건물과 승강장, 열차 내부는 휠체어 승객도 이용할 수 있으며, 승강장 중앙에 있는 휠체어 전용 램프를 통해 휠체어 승객들도 열차에 오를 수 있다. 환승 주차장에는 최대 48시간 동안 무료 주차가 가능하며, 브래드퍼드역을 자주 이용하는 승객들은 전용 주차 공간을 사전에 예약할 수도 있다. 또한 이 역으로 카풀해서 오는 승객들을 위한 카풀 전용 주차 공간도 있다. 환승 주차장에는 355대 규모의 주차 공간이 있다. 이 역에는 또한 자전거를 타고 오는 승객들을 위한 자전거 거치대도 마련되어 있다.
GO 트랜싯과 브래드퍼드 웨스트귈림버리 교통, 심코 LINX 버스는 역 내부에 있는 버스 승강장에 정차한다.

## 운행 계통
2023년 6월 기준 배리선 열차는 토론토 방면 평일 오전에 8회 운행하며, 반대 방향으로는 평일 오후에 앨런데일 워터프론트 방면 7대, 브래드퍼드 방면 열차가 1대 정차한다. 주말에는 토론토와 앨런데일 워터프론트 방면 열차가 6대씩 정차한다. 나머지 시간대에는 토론토와 배리를 오가는 버스가 운행하며, 토론토 방면 버스는 행선지에 따라 중간에 오로라역이나 이스트귈림버리역에서 갈아타야 한다.
배리선은 나중에 복선 전철화가 되는 대로 통근열차 운행 횟수가 늘어나게 되며, 매일 상시 운행을 목표로 두고 있다.

## 버스 연결편
브래드퍼드역에 정차하는 버스 노선은 다음과 같다. GO 트랜싯과 브래드퍼드 시내버스 간 환승 시 환승 할인이 적용되며 시내버스 요금은 차감되지 않는다.

### GO 트랜싯
| 노선 | 노선          | 노선               | 종점             | 종점 | 종점             | 경유지 | 기준일          | 비고 |
| ---- | ------------- | ------------------ | ---------------- | ---- | ---------------- | --- | --------------- | ---- |
| 68   | 배리 / 뉴마켓 | Barrie / Newmarket | 배리 버스 터미널 | ↔    | 오로라역         | - 오로라 방면: 영 / 마운트앨버트 · 이스트귈림버리역 · 뉴마켓역 · 오로라역 - 배리 방면: 배리 / 닥터스 · 영 / 킬라니비치 · 영 / 빅토리아 · 배리 사우스역 · 앨런데일 워터프론트역 · 배리 버스 터미널 | 2023년 6월 24일 |      |
| 68B  | 배리 / 뉴마켓 | Barrie / Newmarket | 배리 버스 터미널 | ↔    | 이스트귈림버리역 | - 이스트귈림버리 방면: 영 / 마운트앨버트 · 이스트귈림버리역 - 배리 방면: 배리 / 닥터스 · 영 / 킬라니비치 · 영 / 빅토리아 · 배리 사우스역 · 앨런데일 워터프론트역 · 배리 버스 터미널               | 2023년 6월 24일 |      |

### 브래드퍼드 웨스트귈림버리 교통
브래드퍼드 웨스트귈림버리 교통 (BWG)는 홀랜드가를 따라 스마트센터에서 브래드퍼드역까지 월요일에서 토요일까지 30분 간격으로 운행한다.

### 심코 카운티 LINX
심코 카운티에서 운행하는 광역버스인 LINX는 평일에 브래드퍼드와 앨리스턴을 오가는 5번 뉴테쿰세 - 브래드퍼드 웨스트귈림버리 버스를 운행한다. 5번 버스는 브래드퍼드역을 평일 오전 5시 20분부터 오후 5시 20분까지 1시간 간격으로 운행하며, 주말과 공휴일에는 운행하지 않는다. 요금은 브래드퍼드 웨스트귈림버리 내에서는 2달러, 뉴테쿰세까지는 4달러로, 현금이나 교통카드인 링스 카드로 지불할 수 있다.

## 인접한 역
| 메트로링스 뉴마켓선                  | 메트로링스 뉴마켓선 | 메트로링스 뉴마켓선        |
| ------------------------------------ | ------------------- | -------------------------- |
| 배리 사우스 앨런데일 워터프론트 방면 | GO 트랜싯 배리선    | 이스트귈림버리 유니언 방면 |